# John Hughes (industrial)
John James Hughes (Merthyr Tydfil, 25 de junio de 1815-San Petersburgo, 17 de junio de 1889) fue un ingeniero y empresario británico, fundador de una fábrica metalúrgica en la ciudad ucraniana de Yuzovka (Юзівка), que lleva su nombre, llamada Stalino desde 1924 y Donetsk desde 1961.

## Biografía
El padre de Hughes era ingeniero y director de una fábrica metalúrgica en Merthyr Tydfil, en el sur de Gales. Comenzó su carrera bajo la supervisión de su padre. A los 28 años adquirió un astillero y a los 36 era propietario de una fundición en Newport. A mediados de la década de 1850, se incorporó como ingeniero a Millwall Iron Works, una fábrica de laminación situada en el barrio londinense de Millwall. Allí diseñó, entre otras cosas, blindajes de acero para buques de guerra. A finales de la década de 1850, se convirtió en director ejecutivo de Millwall Iron Works. En 1864, diseñó una cureña para cañones pesados que se utilizó en la Royal Navy y en las marinas de otras naciones europeas.
El Imperio ruso también se interesó por la tecnología armamentística desarrollada por Hughes. En 1869 aceptó un encargo del zar Alejandro II para construir una acería al norte del mar de Azov para el sur de Rusia. Allí se habían encontrado ricos yacimientos de carbón en las cuencas del río Dniéper y el río Donets. Hughes encontró los inversores necesarios para la nueva empresa y, en 1870, a la edad de 55 años, zarpó con ocho barcos hacia el mar de Azov. A bordo no solo se encontraban las máquinas necesarias, sino también, y lo que es más importante, trabajadores cualificados procedentes de fábricas siderúrgicas galesas e inglesas. No muy lejos del pequeño pueblo de Alexandrovka, fundó una fábrica metalúrgica a orillas del río Kalmius. El primer hierro en bruto se extrajo en 1872. La fábrica, muy moderna, contaba con ocho altos hornos y podía funcionar de forma ininterrumpida. El asentamiento que surgió alrededor de la fábrica recibió el nombre de su fundador, «Hughesovka» o «Yuzovka» (Юзовка). Al igual que la industria, la pequeña ciudad se desarrolló rápidamente. Tras la Revolución de Octubre, la ciudad fue rebautizada en 1924 como Stalino en honor a Iósif Stalin. La necesidad de acero de la Unión Soviética supuso un nuevo auge para la región, y el Dombás se convirtió en un mito socialista. Tras la destrucción de la Segunda Guerra Mundial, la ciudad, que actualmente se llama Donetsk, fue reconstruida en gran parte con un carácter soviético. Yuzovka es considerada la cuna de la zona industrial del Dombás.
John Hughes estaba casado con Augusta James, de Llanover (Monmouthshire). Tuvieron cuatro hijos.
John Hughes murió en junio de 1889 durante un viaje de negocios a San Petersburgo.